# Initiative populaire « pour une réglementation de l'immigration »
L'initiative populaire « pour une réglementation de l'immigration » est une initiative populaire suisse, rejetée par le peuple et les cantons le 24 septembre 2000.

## Contenu
L'initiative demande l'ajout des articles 69quarter, 69quinquies et 70bis à la Constitution fédérale pour limiter à 18 % le nombre d'étrangers résidents par rapport à la population totale et pour veiller à ce que le séjour passé en Suisse pour les requérents d'asile « ne présente aucun attrait financier ». Enfin, l'initiative précise qu'un étranger devant être renvoyé ou expulsé peut être écroué jusqu'à l'exécution de son renvoi.
Le texte complet de l'initiative peut être consulté sur le site de la Chancellerie fédérale.

## Déroulement

### Contexte historique
Cette initiative fait partie de la série contre la surpopulation étrangère.
Alors que la première, lancée en 1965 par le parti démocratique du canton de Zurich avait été retirée en mars 1968, la seconde et la troisième, lancées devant l'augmentation de 5 % à 14 % de la population étrangère entre 1950 et 1966, avaient été rejetée en votation respectivement le 7 juin 1970 et le 20 octobre 1974.
La quatrième et la cinquième de ces initiatives toujours lancées par l'Action nationale ou par le « Mouvement national d'action républicaine et sociale » fondé par le député zurichois James Schwarzenbach après son départ de l'AN, visaient respectivement à réduire la population étrangère à 15 % et à limiter le nombre de naturalisations par années ; elles sont également rejetées le 13 mars 1977,.
Entre 1979 et 1986, la population étrangère résidente en Suisse passe de 884 000 à 956 000 personnes, soit 14,7 % de la population totale du pays lorsque l'Action nationale lance sa sixième tentative sous la forme d'une initiative populaire « pour la limitation de l'immigration » ; tout comme les précédentes elle sera rejetée en votation le 14 décembre 1988.
Au début des années 1990, ce sont principalement les demandes d'asile qui augmentent fortement alors que la population étrangère résidente reste stable. Pour les initiants, « des milliers de personnes pénètrent illégalement dans notre pays depuis des années. Une fois sur place, elles demandent l'asile » ; de plus, selon eux, seule une petite partie de ces requérants sont de véritables réfugiés. Ils lancent donc cette initiative afin de réduire l'attractivité du pays et de renforcer les contrôles en termes de demande d'asile. en parallèle avec les Démocrates suisses qui lancent une initiative « pour une politique d'asile raisonnable ». Si cette dernière est déclarée nulle par le Parlement le 14 mars 1996, la proposition de l'UCD est rejetée le 1er décembre 1996.

### Récolte des signatures et dépôt de l'initiative
La récolte des 100 000 signatures nécessaires débute le 1er mars 1992. Le 28 août de l'année suivante, l'initiative est déposée à la Chancellerie fédérale, qui constate son aboutissement le 7 novembre 1995.

### Discussions et recommandations des autorités
Le parlement et le Conseil fédéral recommandent tous deux le rejet de cette initiative. Dans son message adressé à l'assemblée, le Conseil fédéral précise que « la concrétisation de l'initiative créerait d'importantes difficultés politiques, économiques, juridiques et techniques » : dénonciations probables d'accords bilatéraux, fixation de critères de répartitions des permis par cantons, problèmes de recrutement pour l'économie de la Suisse et limitation des mesures de regroupement familial sont autant d'éléments négatifs mis en avant en cas d'acceptation.
Les recommandations de vote des partis politiques sont les suivantes : 
| Parti politique              | Recommandation |
| ---------------------------- | -------------- |
| Démocrates suisses           | oui            |
| Lega dei Ticinesi            | oui            |
| Parti chrétien-social        | non            |
| Parti démocrate-chrétien     | non            |
| Parti évangélique            | non            |
| Parti libéral                | non            |
| Parti de la liberté          | oui            |
| Parti radical-démocratique   | non            |
| Parti socialiste             | non            |
| Parti suisse du travail      | non            |
| Union démocratique du centre | oui            |
| Union démocratique fédérale  | oui            |
| Les Verts                    | non            |

### Votation
Le 24 septembre 2000, l'initiative est refusée par la totalité des 20 6/2 cantons et 63,8 % des suffrages exprimés. Le tableau ci-dessous détaille les résultats par canton :